# Strobilanthes subnudatus
Strobilanthes subnudatus är en akantusväxtart som beskrevs av C. B. Cl.. Strobilanthes subnudatus ingår i släktet Strobilanthes och familjen akantusväxter. Inga underarter finns listade i Catalogue of Life.